# Próxima Estación: Esperanza
Próxima Estación: Esperanza (dt.: ‚Nächste Station: Hoffnung‘) ist das 2001 erschienene und nach Clandestino (1998) zweite Soloalbum von Manu Chao. Er singt auf diesem Album auf Arabisch, Englisch, Französisch, Galicisch, Portugiesisch und Spanisch. Der Name kommt von einem Sample der Ansage für die Station Esperanza der Linie 4 der Madrider U-Bahn.

## Übersicht
In Deutschland war Próxima Estación: Esperanza das bislang erfolgreichste Album von Manu Chao und erreichte Platz 4 der LP-Charts. In den „Top Latin Albums“ der amerikanischen Musikzeitschrift Billboard schaffte das Album Rang 8.
Drei Titel wurden als Singles aus dem Album ausgekoppelt: Me Gustas Tú, Merry Blues und Mr. Bobby. Me Gustas Tú kam in den „Latin Pop Airplay“ Charts von Billboard bis auf Platz 27.
Nach Manu Chaos vielversprechendem Debütalbum Clandestino sieht Alberto Moreno de la Fuente beim All Music Guide trotz einiger hörenswerter Titel in Próxima Estación: Esperanza mehr eine klischeebehaftete und laue Kopie des Vorgängeralbums als eine künstlerische Weiterentwicklung.
Das Album findet sich auf Platz 474 der Liste der 500 besten Alben aller Zeiten des Rolling Stone.

## Titelliste
1. Merry Blues
2. Bixo
3. El Dorado 1997
4. Promiscuity
5. La Primavera
6. Me Gustas Tú
7. Denia
8. Mi Vida
9. Trapped by Love
10. Le Rendez Vous
11. Mr. Bobby
12. Papito
13. La Chinita
14. La Marea
15. Homens
16. La Vacaloca
17. Infinita Tristeza

## Kommerzieller Erfolg

### Chartplatzierungen
| ChartsChartplatzierungen | Höchstplatzierung | Wochen |
| ------------------------ | ----------------- | ------ |
| Deutschland (GfK)        | 4 (19 Wo.)        | 19     |
| Frankreich (SNEP)        | 1 (76 Wo.)        | 76     |
| Österreich (Ö3)          | 2 (18 Wo.)        | 18     |
| Schweiz (IFPI)           | 1 (33 Wo.)        | 33     |

| ChartsJahrescharts (2001) | Platzierung |
| ------------------------- | ----------- |
| Deutschland (GfK)         | 35          |
| Frankreich (SNEP)         | 4           |
| Österreich (Ö3)           | 46          |
| Schweiz (IFPI)            | 3           |

| ChartsJahrescharts (2002) | Platzierung |
| ------------------------- | ----------- |
| Frankreich (SNEP)         | 113         |

### Auszeichnungen für Musikverkäufe
| Land/Region                  | Auszeichnungen für Musikverkäufe (Land/Region, Auszeichnung, Verkäufe) | Verkäufe  |
| ---------------------------- | ---------------------------------------------------------------------- | --------- |
| Argentinien (CAPIF)          | Platin                                                                 | 40.000    |
| Belgien (BRMA)               | Platin                                                                 | (40.000)  |
| Europa (IFPI)                | 2× Platin                                                              | 2.000.000 |
| Frankreich (SNEP)            | 3× Platin                                                              | (900.000) |
| Griechenland (IFPI)          | Gold                                                                   | (10.000)  |
| Kanada (MC)                  | Gold                                                                   | 50.000    |
| Niederlande (NVPI)           | Gold                                                                   | (40.000)  |
| Schweiz (IFPI)               | 3× Platin                                                              | (120.000) |
| Spanien (Promusicae)         | 2× Platin                                                              | (200.000) |
| Vereinigte Staaten (RIAA)    | Platin                                                                 | 1.000.000 |
| Vereinigtes Königreich (BPI) | Silber                                                                 | (60.000)  |
| Insgesamt                    | 1× Silber · 3× Gold · 11× Platin ·                                     | 3.090.000 |